# Gagaku
Gagaku (Japans: 雅楽) is een term die verwijst naar een verzameling van enkele specifieke vormen van traditionele Japanse muziek en dans. Een groot deel van de dansen vindt zijn oorsprong op het Aziatische vasteland. Met een traditie van meer dan 1300 jaar wordt gagaku gerekend onder de oudste muzikale tradities ter wereld. Sinds 2009 staat gagaku op de representatieve lijst van het immaterieel cultureel erfgoed van de mensheid zoals samengesteld door UNESCO.
Gagaku kan worden onderverdeeld in vijf categorieën.
- Kangen (管絃), muziek zonder zang of dans, met blaas-, slag- en snaarinstrumenten.
- Bugaku (舞楽), traditionele dans van buitenlandse oorsprong, traditioneel onderverdeeld in samai (左舞, dansen van Chinese, Vietnamese of Indische oorsprong) en umai (右舞, dansen uit Korea of Mantsjoerije).
- Kuniburi no utamai (国風歌舞), Japanse dans zonder buitenlandse invloed, eveneens voorzien van gezongen begeleiding.
- Saibara (催馬楽), gezongen liederen gebaseerd op Japanse volksliedjes.
- Rōei (朗詠), gezongen liederen gebaseerd op Chinese gedichten (漢詩, kanshi).

Saibara en rōei worden ook wel samen onder de utaimono (歌物 of 謡物) geschaard. Soms wordt zelfs kuniburi no utamai onder deze noemer ondergebracht, waarmee de categorieën tot een drietal worden teruggebracht.

## Instrumenten

### Blaasinstrumenten

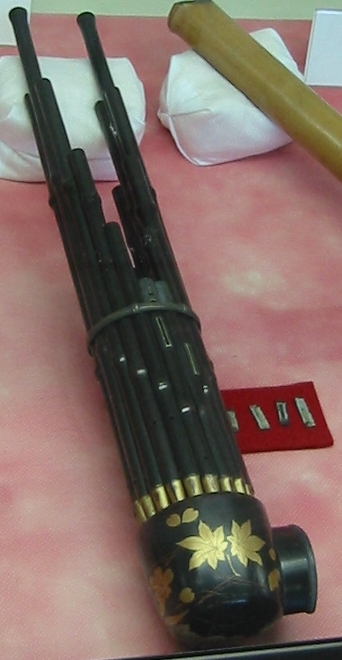
De shō

- Shō (笙) of hōshō (鳳笙), een blaasinstrument met zeventien rechtopstaande bamboepijpjes als een soort klein orgeltje. De muzikant produceert met dit instrument aitake (合竹), akkoorden van zes noten. De shō wordt enkel gebruikt bij muziek en dans van Chinese oorsprong (唐楽, tōgaku) en ontbreekt bij komagaku (高麗楽, muziek en dans van Koreaanse oorsprong).
- Hichiriki (篳篥), een blaasinstrument met een dubbelriet.
- Ryūteki (龍笛), een fluit die dwars wordt gespeeld. Bij muziek van Koreaanse oorsprong wordt er als vervanging van de ryūteki doorgaans gespeeld op de vergelijkbare komabue (高麗笛).

Aan de drie blaasinstrumenten wordt doorgaans een symbolische betekenis toegedicht. De klanken van de shō zouden uit de hemel komen en bij de hichiriki klinkt door zijn dubbelriet het meest de menselijke stem door. Hemel en aarde worden verbonden door de ryūteki (letterlijk 'drakenfluit'), aangezien de draak in staat is tussen hemel en aarde te bewegen.

### Slaginstrumenten

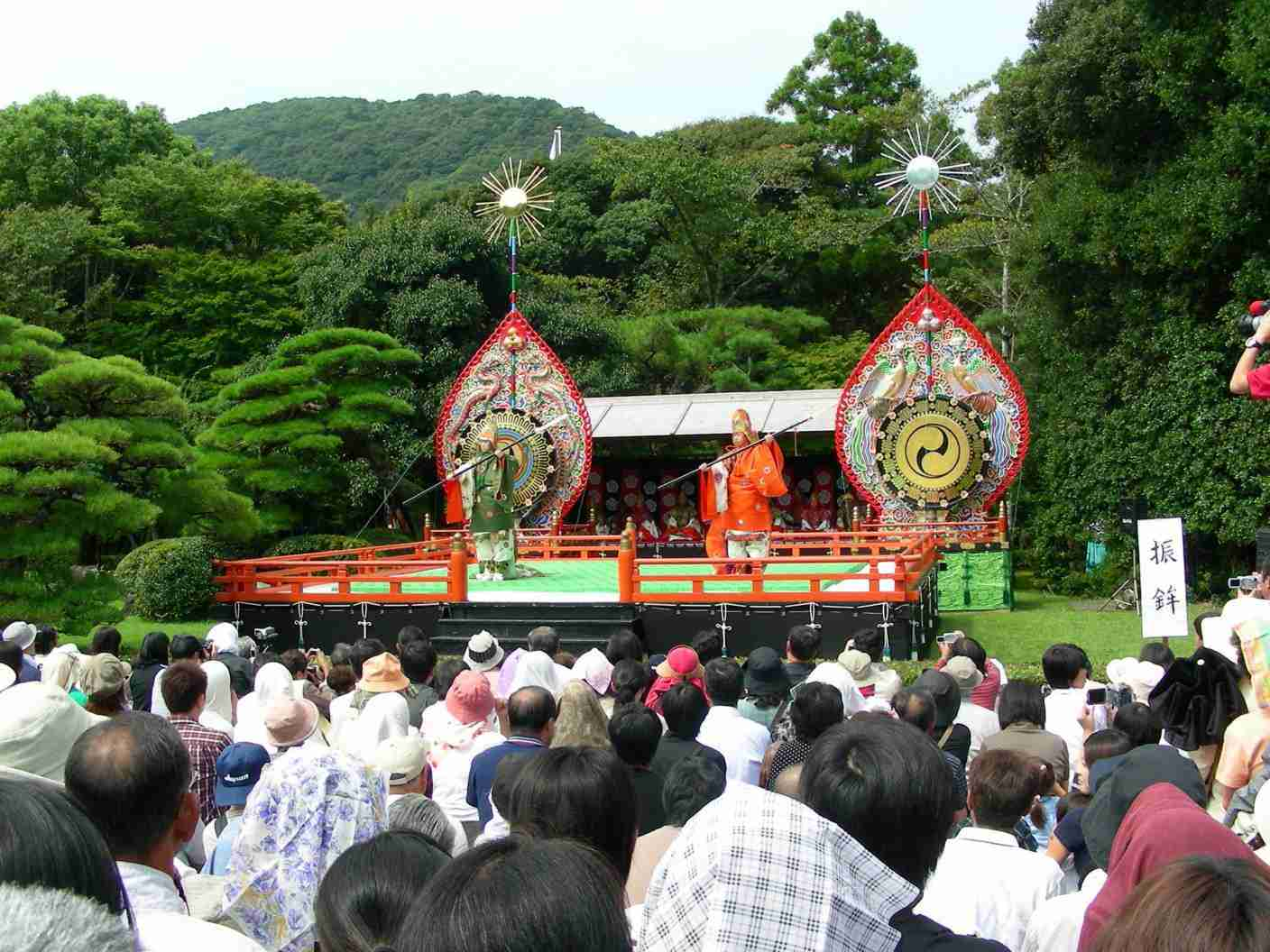
Een bugaku-podium met twee dadaiko.

- Taiko (太鼓), een grote trommel. De taiko wordt beslagen met een stok met een grote ronde kop. Bij kleinere gelegenheden wordt gebruikgemaakt van de tsuridaiko (釣太鼓); op grotere festivals en vooral buiten bespeelt men de dadaiko (鼉太鼓 of 大太鼓), trommels waarvan het vel een doorsnede van twee meter heeft.
- Kakko (鞨鼓), een kleine trommel.
- Shōko (鉦鼓), een metalen slaginstrument. Een soort kleine gong die in een houten frame hangt.
- Shaku-byōshi (笏拍子), twee houten plankjes die tegen elkaar geslagen worden. Dit instrument wordt niet gebruikt bij kangen, bugaku en rōei, maar wel als begeleiding bij kuniburi no utamai en saibara.

### Snaarinstrumenten
- Biwa (琵琶)
- Sō (箏)

## De zes toonaarden
In gagaku gaat men uit van zes toonaarden (六調子 roku-chōshi) en elk muziekstuk kan ingedeeld worden in een van deze zes categorieēn.
- Ichikotsu-chō (壱越調), komt overeen met D in de Westerse muziek.
- Hyō-jō (調平調), komt overeen met E in de Westerse muziek.
- Sō-jō (双調), komt overeen met G in de Westerse muziek.
- Ōshiki-chō (黄鐘調), komt overeen met A in de Westerse muziek.
- Banshiki-chō (盤渉調), komt overeen met B in de Westerse muziek.
- Taishiki-chō (太食調), komt overeen met E in de Westerse muziek.

## De verschillende genres

### Kangen

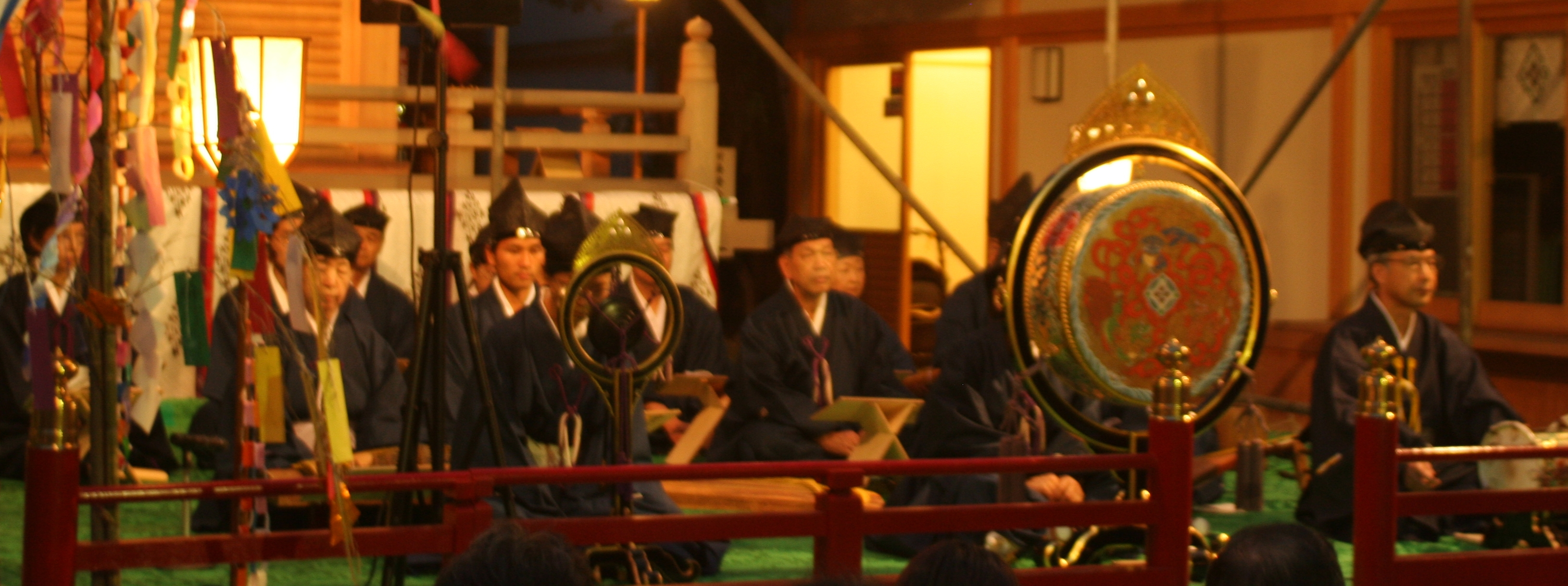
Kangen

Kangen is instrumentale muziek, zonder zang en zonder dans. In tegenstelling tot bugaku, waar zowel stukken van Chinese (tōgaku) als Koreaanse (komagaku) oorsprong zijn overgeleverd, bestaat er in het geval van kangen enkel tōgaku. De hierboven genoemde blaas- en snaarinstrumenten worden alle gebruikt, en daarnaast de slaginstrumenten taiko, kakko en shōko.

### Bugaku

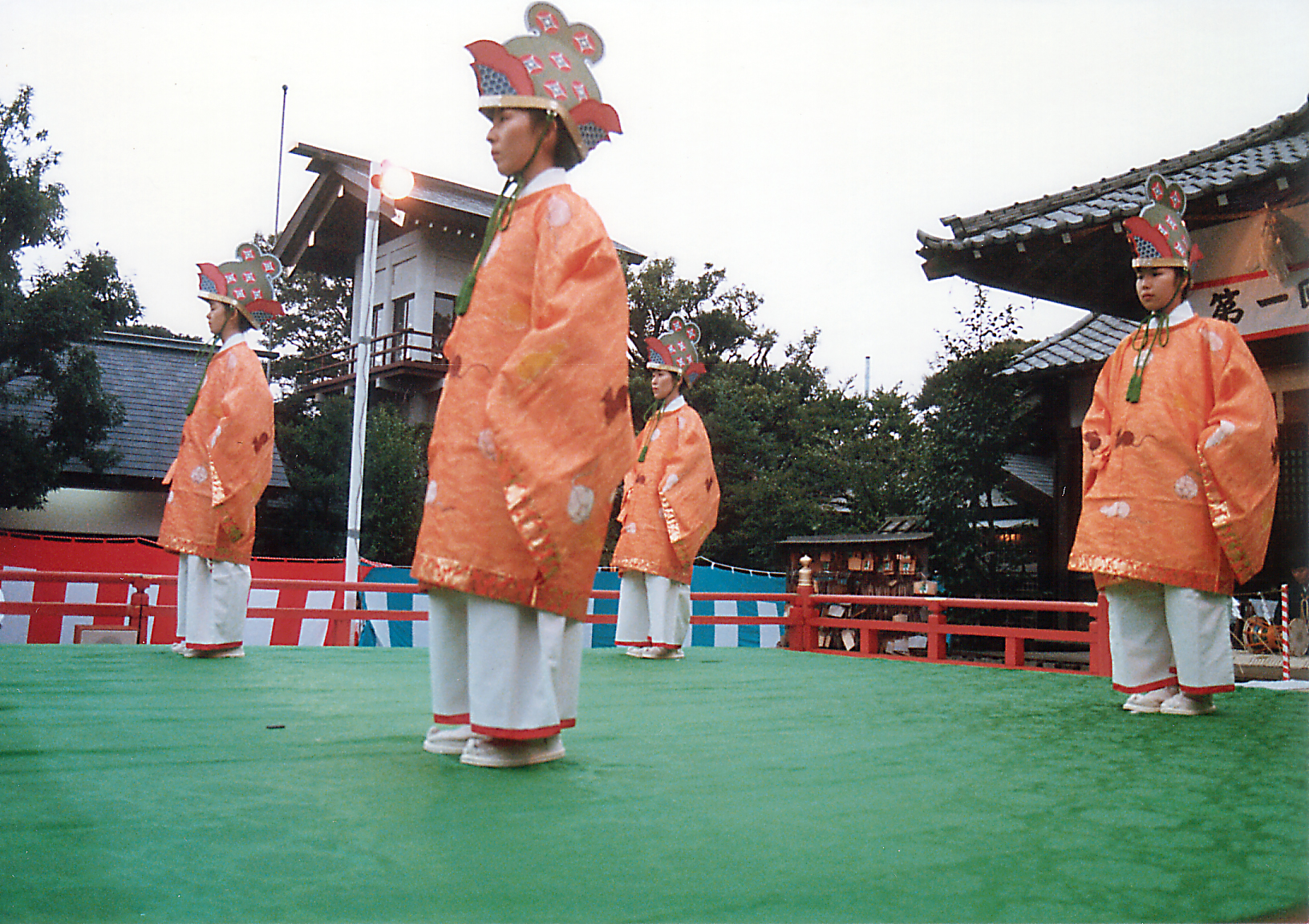
Bugaku, dans genaamd Ringa (林歌), een umai waarbij de vier dansers op hun hoofd een betsu-kabuto dragen.

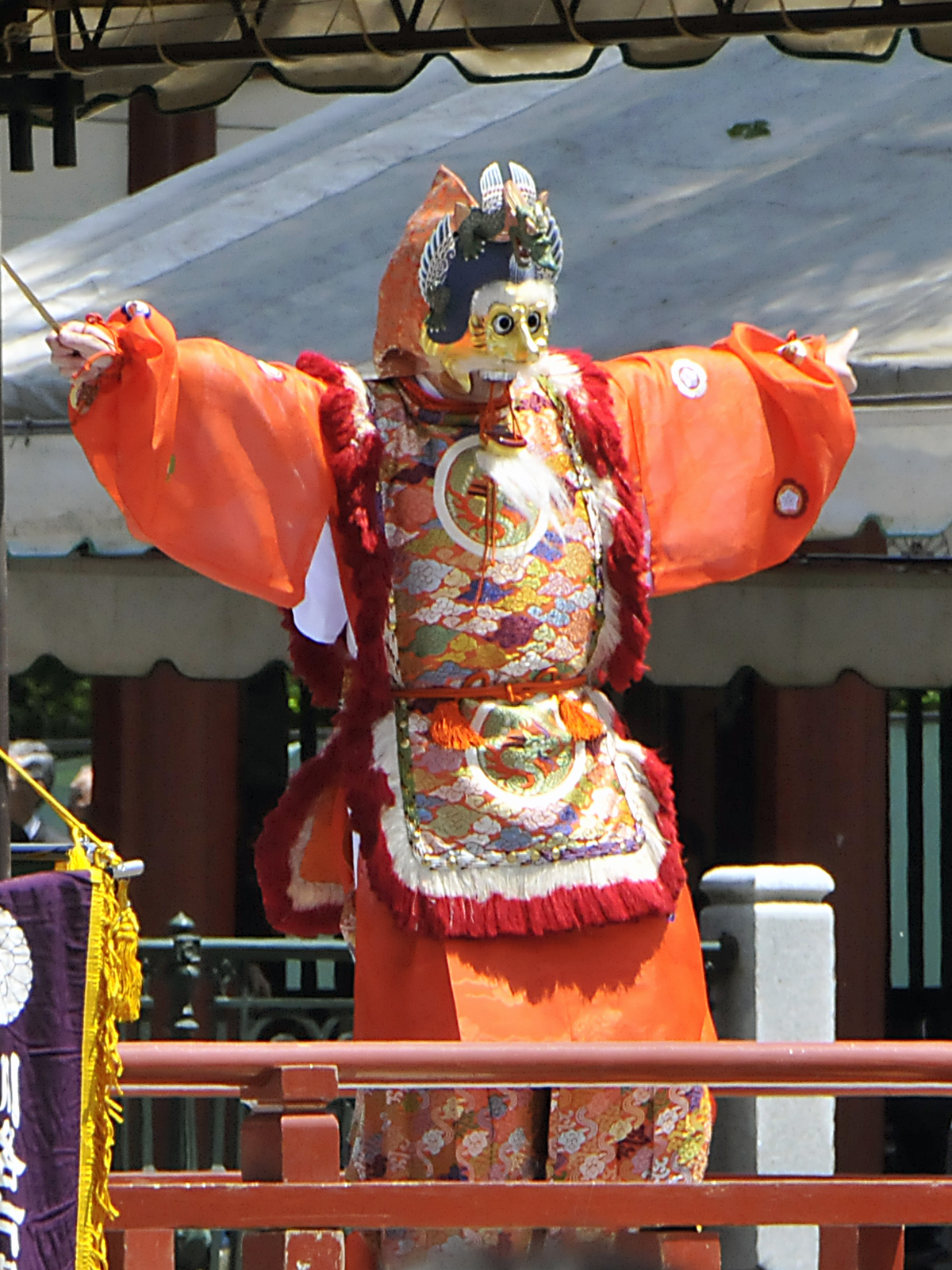
Bugaku, dans genaamd Ranryōō (蘭陵王), een samai en hashirimai met één danser die een masker draagt.

Bugaku zijn traditionele dansen begeleid door muziek. In tegenstelling tot bij kangen worden er geen snaarinstrumenten gebruikt. Er zijn enkele tientallen dansen die nog worden opgevoerd. Bij de meeste van deze dansen verschijnen er één dan wel vier dansers op het podium. Dansen met twee, vijf of zes dansers zijn relatief zeldzaam. Bij gelegenheden waar het podium niet groot genoeg is, wordt het aantal dansers weleens teruggebracht van vier tot twee.

#### Sahō en uhō
De belangrijkste onderverdeling die wordt gemaakt binnen bugaku is gebaseerd op de herkomst van deze dansen.
Sahō (左方, letterlijk 'van linkerzijde') wordt ook wel samai (左舞, 'dans van linkerzijde') of tōgaku (唐楽, letterlijk 'Tang-muziek') genoemd en slaat op dansen die oorspronkelijk uit China of Champa, het huidige Vietnam, komen. Bij tōgaku dragen de dansers meestal kleding met roodachtige tinten. Anders dan bij uhō bespelen de muzikanten de shō en de ryūteki. De dansen uit Champa worden ook wel aangeduid met de term rinyū-gaku (林邑楽).
Uhō (右方, letterlijk 'van rechterzijde') wordt ook wel umai (右舞, 'dans van rechterzijde') of komagaku (高麗楽, letterlijk 'Korea-muziek' of 'Koguryo-muziek') genoemd en slaat op dansen uit Korea en gebieden ten noorden daarvan. Bij komagaku worden kostuums gedragen met gele, groene of blauwe tinten. De shō wordt niet gebruikt en in plaats van de ryūteki bespeelt men de komabue.
Bij opvoeringen van bugaku worden vaak een samai en een umai na elkaar opgevoerd. In dit geval geldt de tweede dans als de tōbu (答舞, letterlijk 'antwoord-dans') van het eerste stuk. Welke dansen op deze manier als een paar aan elkaar zijn gekoppeld is bepaald, deze dansen worden elkaars tsugaimai (番舞, letterlijk 'koppel-dans') genoemd.

#### Categorieën
- Hiramai (平舞), ook wel bun no mai (文舞) genoemd.
- Bunomai (武舞), dansen waarbij de dansers gebruik maken van zwaarden, speren, schilden of ander wapentuig.
- Hashirimai (走舞), ook wel hashirimono (走物) genoemd. Dansen met één of twee dansers waarbij het tempo relatief hoog ligt. De dansers dragen een masker en een speciaal kledingstuk genaamd ryōtō (裲襠).
- Warawamai (童舞), letterlijk 'kinderdansen'. De kinderdansen Karyōbin (迦陵頻) en Kochō (胡蝶) zijn elkaars tsugaimai en zijn twee van de best bekende bugaku-dansen.

#### Hoofddeksels
- Tori-kabuto (鳥甲), een van de meest gedragen hoofddeksels bij bugaku. De tori-kabuto wordt overigens ook vaak gedragen door de muzikanten.
- Betsu-kabuto (別甲), een term ter onderscheiding van de tori-kabuto. Er zijn zeker veertien verschillende betsu-kabuto bekend.[5]
- Makkō-kanmuri (末額冠)
- Tō-kanmuri (唐冠)
- Tenkan (天冠), gedragen bij de kinderdansen Karyōbin en Kochō.
- Mushi (牟子), doorgaans gedragen in combinatie met een masker.

### Kuniburi no utamai

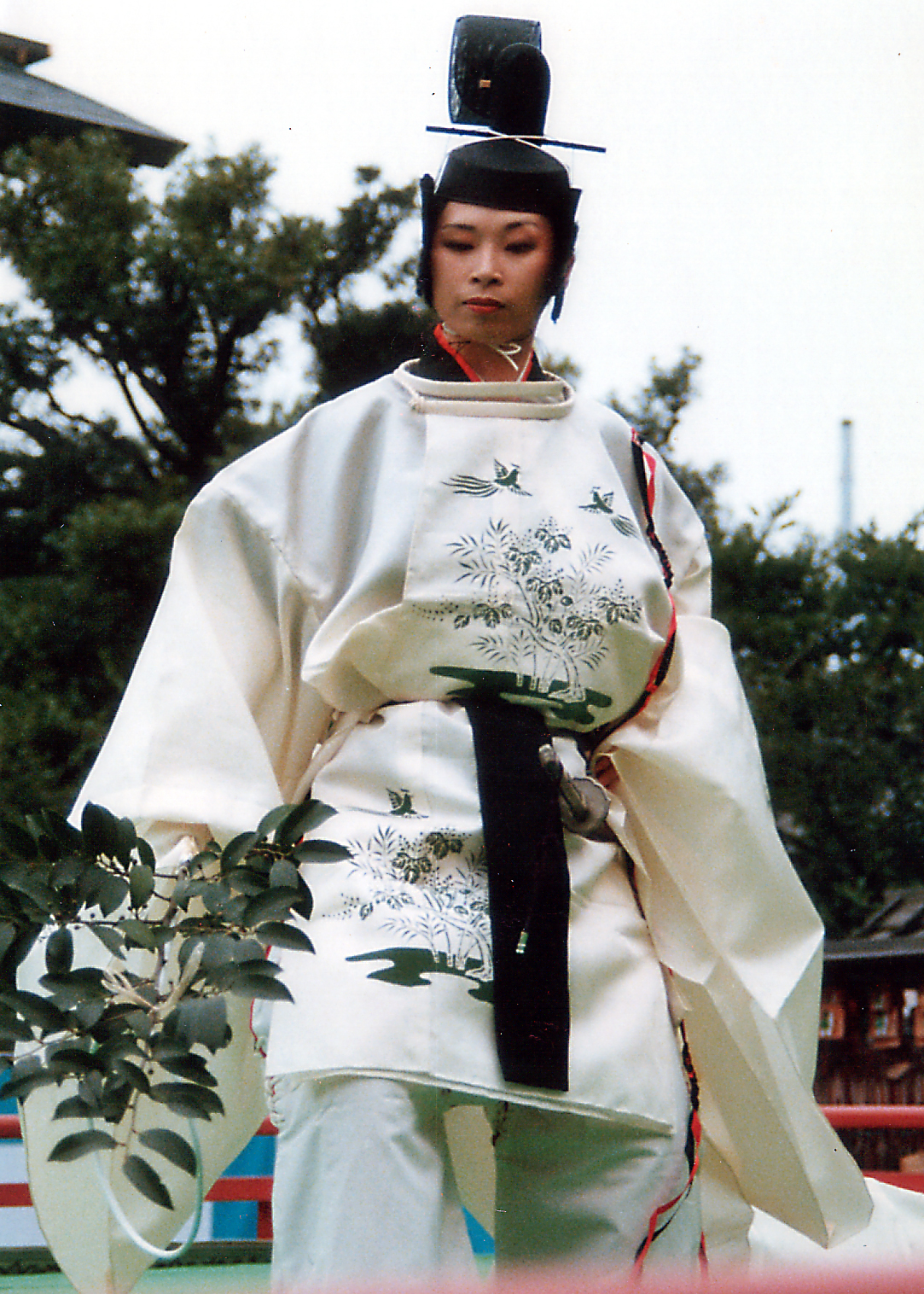
Kuniburi no utamai, dans genaamd Ninjō no mai (人長舞)

Kuniburi no utamai zijn een combinatie van muziek, zang en dans. Deze dansen werden al in Japan opgevoerd vóór de buitenlandse invloeden die uiteindelijk bugaku zouden worden. Veel van deze stukken zijn gebaseerd op verhalen uit de Nihonshoki of de Kojiki, twee van de oudste Japanse geschriften.
- Azuma-asobi (東遊), waarschijnlijk de bekendste en meest regelmatig opgevoerde.
- Kume-mai (久米舞)
- Yamato-mai (和舞 of 倭舞)
- Ninjō no mai (人長舞)
- Gosetsu no mai (五節舞)

### Utaimono

#### Saibara
Saibara zijn liederen gebaseerd op kinder- of volksliedjes uit alle streken van Japan, waarbij er niet wordt gedanst. Door de herkomst van de teksten zijn de liederen vrij begrijpelijk en getuigen van een alledaags wereldbeeld. In tegenstelling tot rōei is er een vast tempo. Er worden zes instrumenten gebruikt: drie blaasinstrumenten (shō, hichiriki en ryūteki), twee snaarinstrumenten (biwa en sō) en shaku-byōshi. De shaku-byōshi worden bespeeld door de zogenaamde kutō (句頭), de 'hoofdzanger' die eerst solo zingt waarna de andere zangers volgen.
Saibara kunnen op basis van toonsoort worden onderverdeeld in twee categorieën: ryo (呂) en ritsu (律). De liederen gecategoriseerd onder ryo hebben sōchō als grondtoon, bij ritsu is dat hyōjō. Van ryo en ritsu zijn er 36 respectievelijk 25 saibara bekend.
Saibara kenden vooral populariteit in het midden van de Heianperiode. In de vijftiende eeuw, na de Onin-oorlog, zijn saibara verloren gegaan, maar er vond een heropleving plaats in de Edoperiode. Na deze reconstructie ligt het tempo van saibara echter veel lager dan voorheen.

#### Rōei
Rōei zijn op kanshi (漢詩, klassiek Chinese gedichten) gebaseerde liederen. Uit zo'n klassiek gedicht worden twee regels gehaald die dezelfde structuur hebben en deze worden vervolgens op muziek gezet. De resulterende tekst wordt vervolgens onderverdeeld in drie strofes. Elk van de strofes wordt op een vergelijkbare wijze opgevoerd: eerst zingt de kutō (de voorganger) een deel van de strofe a capella, waarna de instrumentalisten en andere zangers volgen.
Bij rōei worden slechts drie instrumenten gebruikt, enkel blaasinstrumenten: shō, hichiriki en ryūteki.
Rōei ontstonden ongeveer tegelijkertijd met saibara, aan het begin van de Heianperiode. Aan het einde van de Heianperiode stelde Fujiwara no Moronaga een boek samen met 200 rōei. Daarvan zijn er vijftien bewaard gebleven: vijf in de toonaard ichikotsu-chō, vijf in hyōjō en vijf in banshiki-chō.
- Ichikotsu-chō: Kōyō (紅葉), Harusugi (春過), Jisei (二星), Shinpō (新豊), Shōkon (松根)
- Hyōjō: Kashin (嘉辰), Toku wa kore (徳是), Tōgan (東岸), Ikesuzushi (池冷), Akatsuki ryōō (暁梁王)
- Banshiki-chō: Kyūka (九夏), Issei (一声), Taizan (泰山), Hanajōen (花上宴), Jippō (十方)

## Belangrijke plekken
Verspreid over Japan, maar met een aanzienlijke concentratie in de regio Kansai, zijn enkele belangrijke boeddhistische tempels en shinto-schrijnen waar regelmatig (meestal jaarlijks) opvoeringen van gagaku plaatsvinden. Niet zelden worden op dezelfde plekken eeuwenoude rekwisieten zoals maskers bewaard.
Tokio en omstreken (de regio Kantō)
- Nikkō Tōshō-gū
- Hikawa-jinja
- Meiji-jingū

Regio Kansai (met o.a. Kioto, Osaka en Nara)
- Fushimi Inari-taisha te Kyoto
- Tōshō-daiji te Nara
- Kasuga-taisha te Nara
- Himuro-jinja te Nara